# Rebecca Schull
Rebecca Schull (Nova York, 22 de febrer de 1929) és una actriu de teatre, cinema i televisió estatunidenca, coneguda principalment per la seva interpretació de Fay Cochran en la sitcom de la NBC Wings (1990—1997).

## Biografia
Schull va néixer com Rebecca Anna Wattenberg a Nova York, filla de Rachel Gutman i el fiscal Judah Wattenberg. És la germana gran de l'escriptor Ben J. Wattenberg, i tieta del periodista Daniel Wattenberg. Va estar casada amb Gene Schull, amb qui va tenir tres fills, entre el 1951 i la mort del seu marit, el 2008.
Schull va estudiar interpretació als Estats Units i a Dublín, Irlanda. El seu paper més reconegut va ser el de Fay Cochran, venedora de tiquets d'una companyia a la sitcom Wings, emesa durant la dècada de 1990. També va participar en produccions com Roseanne, Law & Order, Law & Order: Criminal Intent, United 93, Frasier, My Life, Una teràpia perillosa, Analyze That, Flannel Pajamas i Little Children. Entre 1982 i 1983 va interpretar Twyla Ralston a One Life to Live. Va participar regularment a les primeres dues temporades de Suits fins al 2012, quan el seu personatge va morir; des d'aleshores, ha aparegut en algunes escenes de flashbacks.
Schull va ser part del repartiment habitual de la sèrie d'ABC Family Chasing Life, que es va emetre entre el 2014 i el 2015.

## Filmografia
| Any     | Títol                                | Paper                                  | Notes                             |
| ------- | ------------------------------------ | -------------------------------------- | --------------------------------- |
| 1980    | A Private Battle                     | Anne Bardenhagen                       | Pel·lícula per TV                 |
| 1981    | Ryan's Hope                          | Nurse Dunphy                           | Paper habitual                    |
| 1982    | The Soldier                          | Sotsecretària d'Agricultura d'Israel   |                                   |
| 1982–83 | One Life to Live                     | Twyla Ralston                          | Paper habitual                    |
| 1985    | Stone Pillow                         | Mrs. Nelson                            | Pel·lícula per TV                 |
| 1986    | Trapped in Silence                   | Marlys Mengies                         | Pel·lícula per TV                 |
| 1988    | Hooperman                            |                                        | Episodi: "The Naked and the Dead" |
| 1988    | St. Elsewhere                        | Lavinia                                | Episodi: "Their Town"             |
| 1988    | Eisenhower & Lutz                    | Dodie                                  | Episodi: "Bud's Buddy"            |
| 1988    | Newhart                              | Valerie                                | Episodi: "Town Without Pity"      |
| 1989    | Crimes and Misdemeanors              | Chris' Mother                          |                                   |
| 1989    | Roseanne                             | Miss English                           | Episodi: "Sweet Dreams"           |
| 1991    | Guilty Until Proven Innocent         | Beverly Rosen                          | Pel·lícula per TV                 |
| 1993    | My Life                              | Rose Ivanovich                         |                                   |
| 1994    | Mortal Fear                          | Dr. Danforth                           | Pel·lícula per TV                 |
| 1997    | That Darn Cat                        | Ma                                     |                                   |
| 1990–97 | Wings                                | Fay Evelyn Schlob Dumbly DeVay Cochran | Paper habitual, 172 episodis      |
| 1997    | Holiday in Your Heart                | Grandma Teeden                         | Pel·lícula per TV                 |
| 1998    | The Odd Couple II                    | Wanda                                  |                                   |
| 1999    | Una teràpia perillosa (Analyze This) | Dorothy Sobel                          |                                   |
| 2000    | Frasier                              | Betty                                  | Episodi: "RDWRER"                 |
| 2000    | Law & Order                          | Mrs. Whitman                           | Episode: "Vaya Con Dios"          |
| 2002    | Analyze That                         | Dorothy Sobel                          |                                   |
| 2004    | Law & Order: Criminal Intent         | Esther Gruenwald                       | Episodi: "Unrequited"             |
| 2006    | Flannel Pajamas                      | Elizabeth                              |                                   |
| 2006    | United 93                            | Patricia Cushing                       |                                   |
| 2006    | Little Children                      | Laurel                                 |                                   |
| 2010    | Damages                              | Virginia Fink                          | Episodi: "Flight's at 11:08"      |
| 2010    | Twelve Thirty                        | Katherine                              |                                   |
| 2011–13 | Suits                                | Edith Ross                             | Paper habitual, 9 episodis        |
| 2013    | Molly's Theory of Relativity         | Sylvie                                 |                                   |
| 2014–15 | Chasing Life                         | Emma                                   | Paper habitual, 22 episodis       |
| 2016    | Crisis in Six Scenes                 | Rose                                   | 3 episodis                        |